# Villa Manganelli
Villa Manganelli è un edificio monumentale di Zafferana Etnea, appartenuto alla nobile famiglia catanese dei Principi Paternò - Manganelli. La sua costruzione avvenne tra la fine del XIX e gli inizi del XX secolo, in contrada Sarro.

## Descrizione
Vi si accede attraverso un monumentale ingresso sulla SP9, in prossimità dell'antica chiesa di san Vincenzo Ferreri, in contrada Sarro, percorrendo un viale alberato immerso in un florido parco. La villa si trova più in alto rispetto al piano stradale, e la si può vedere da più parti dominare sul territorio circostante.
Lo stile utilizzato rispecchia quello della Secessione viennese, movimento artistico che si diffuse a partire dalla fine del 1800 in tutta Europa e negli Stati Uniti ed anche lo stile "Neoclassico" come quello "Georgiano" è presente, il che rende villa Manganelli probabilmente l'unico edificio del Sud Italia con stile inglese-americano coloniale del 1700. L'edificio si innalza su tre piani, e il prospetto principale, rivolto ad est, è caratterizzato da un corpo centrale avanzato, nel cui piano intermedio, al di sopra del portale d'ingresso, si trova un balconcino d'onore provvisto di balaustra a colonnine. Il prospetto posteriore, ad ovest, presenta di contro un corpo centrale incassato, formando così una sorta di corte dalla quale si accede alla villa provenendo dal parco retrostante.
Gli interni, nonostante l'incuria degli anni passati, a seguito di un recente restauro conservativo, hanno ritrovato il loro splendore. I pavimenti sono in stile liberty, ed i soffitti affrescati con motivi a festoni e ghirlande intervallati da motivi geometrici, opera magistrale dell'architetto Joseph Maria Olbrich.
Attorno alla villa si trova uno splendido parco composto di sciare e castagneti, e di alberi di vario genere, comunemente chiamato il feudo dagli abitanti locali.
Attualmente la Villa Manganelli è di proprietà dell'Ente Parco dell'Etna, in attesa di una prossima destinazione d'uso. Tra le varie proposte, quella di utilizzare la villa come sede di una futura facoltà di Scienze Forestali, oppure di adibirla ad ospitare un museo dedicato all'Etna.